# Bob McIntyre (motociclista)
Robert MacGregor McIntyre (Glasgow, 28 de noviembre de 1928 – Chester, 15 de agosto de 1962) fue un piloto británico, que compitió en el Campeonato del Mundo de Motociclismo, desde 1953 hasta su muerte en 1962. Fue el primer piloto que alcanzó las 100 millas por hora en una vuelta en la Snaefell Mountain Course en 1957- También es recordado por sus cinco victorias en Grandes Premios mundiales que incluyen tres triunfos en la TT Isla de Man, así como las cuatro victorias en la North West 200.

## Biografía
En 1948, inicia con carreras en tierra aunque después se pasa rápidamente a la carretera. En 1952, hace su debut en la Tourist Trophy a bordo de una BSA en la categoría de Junior Clubman. En 1953 consigue el primero de sus cuatro triunfos en la North West 200 en la cilindrada de 350cc. Ese mismo año hace su debut en el Mundial. En los años en los que disputa el Mundial, lo hace a bordo de diferentes motos (AJS, Norton, Gilera, Bianchi y Honda) y obtiene cinco victorias y veinte podios más. Su mejor posición son tres subcampeonatos en 1957 en 350 y 500cc y un tercero en 1962 en 250cc.
El 6 de agosto de 1962 participa en un evento local en el circuito de Oulton Park. Después de haber ganada la carrera de 250cc, participa en la carrera de 500cc. Durante esta última prueba la caja de cambios se estropea lo que le provoca un terrible accidente como  resultado del cual morirá nueve días después, el 15 de agosto, en el hospital de Chester.

## Resultados en el Campeonato del Mundo
Sistema de puntuación desde 1950 hasta 1968:
| Posición | 1.º | 2.º | 3.º | 4.º | 5.º | 6.º |
| Puntos   | 8   | 6   | 4   | 3   | 2   | 1   |

### Carreras por año
(Carreras en Negrita indica pole position, Carreras en cursiva indica vuelta rápida)
| Año  | Clase | Moto       | 1       | 2       | 3       | 4       | 5       | 6       | 7       | 8       | 9       | 10      | 11    | Pts | Pos  |
| ---- | ----- | ---------- | ------- | ------- | ------- | ------- | ------- | ------- | ------- | ------- | ------- | ------- | ----- | --- | ---- |
| 1953 | 350cc | AJS        | IOM Ret | NED -   | BEL -   | GER -   | FRA -   | ULS 2   | SUI -   | NAT -   | ESP -   |         |       | 6   | 8.º  |
| 1953 | 500cc | Matchless  | IOM -   | NED -   | BEL -   | GER -   | FRA -   | ULS Ret | SUI -   | NAT -   | ESP -   |         |       | 0   | -    |
| 1954 | 350cc | Norton     | FRA -   | IOM -   | ULS 3   | BEL 6   | NED 4   | GER 8   | SUI 6   | NAT -   | ESP -   |         |       | 9   | 8.º  |
| 1954 | 500cc | AJS        | FRA -   | IOM 14  | ULS -   | BEL 4   | NED 6   | GER 7   | SUI Ret | NAT -   | ESP -   |         |       | 4   | 16.º |
| 1955 | 350cc | Norton     |         | FRA -   | IOM 2   | GER -   | NED -   | BEL -   | ULS 5   | NAT -   |         |         |       | 8   | 8.º  |
| 1955 | 500cc | Norton     | ESP -   | FRA -   | IOM 5   | GER -   | NED -   | BEL -   | ULS 4   | NAT -   |         |         |       | 5   | 11.º |
| 1956 | 350cc | Norton     | IOM Ret | NED -   | BEL -   | GER -   | ULS -   | NAT -   |         |         |         |         |       | 0   | -    |
| 1956 | 500cc | Norton     | IOM Ret | NED -   | BEL -   | GER -   | ULS -   | NAT -   |         |         |         |         |       | 0   | -    |
| 1957 | 350cc | Moto Guzzi | GER Ret | IOM 1   | NED 2   | BEL -   | ULS Ret | NAT 1   |         |         |         |         |       | 22  | 3.º  |
| 1957 | 500cc | MV Agusta  | GER 2   | IOM 1   | NED Ret | BEL -   | ULS 2   | NAT -   |         |         |         |         |       | 20  | 2.º  |
| 1958 | 350cc | Norton     | IOM Ret | NED -   | BEL -   | GER -   | SWE -   | ULS 5   | NAT -   |         |         |         |       | 2   | 14.º |
| 1958 | 350cc | Norton     | IOM Ret | NED -   | BEL -   | GER -   | SWE -   | ULS 2   | NAT -   |         |         |         |       | 6   | 10.º |
| 1959 | 350cc | AJS        | FRA -   | IOM Ret | GER -   |         |         | SWE -   | ULS Ret | NAT -   |         |         |       | 0   | -    |
| 1959 | 500cc | Norton     | FRA -   | IOM 5   | GER -   | NED -   | BEL -   |         | ULS 2   | NAT -   |         |         |       | 8   | 6.º  |
| 1960 | 350cc | AJS        | FRA -   | IOM 3   | NED -   |         |         | ULS -   | NAT -   |         |         |         |       | 4   | 10.º |
| 1960 | 500cc | Norton     | FRA -   | IOM Ret | NED -   | BEL -   | GER -   | ULS Ret | NAT -   |         |         |         |       | 0   | -    |
| 1961 | 250cc | Honda      | ESP -   | GER -   | FRA -   | IOM Ret | NED 2   | BEL Ret | RDA 8   | ULS 1   | NAT Ret | SWE -   | ARG - | 14  | 5.º  |
| 1961 | 350cc | Bianchi    |         | GER Ret |         | IOM Ret | NED 2   |         | RDA 3   | ULS Ret | NAT Ret | SWE -   |       | 10  | 5.º  |
| 1961 | 500cc | Norton     |         | GER -   | FRA -   | IOM 2   | NED 3   | BEL 3   | RDA -   | ULS -   | NAT -   | SWE Ret | ARG - | 14  | 4.º  |
| 1962 | 125cc | Honda      | ESP DNQ | FRA -   | IOM -   | NED -   | BEL Ret | GER 4   | ULS -   | RDA -   | NAT -   | FIN -   | ARG - | 3   | 17.º |
| 1962 | 250cc | Honda      | ESP 2   | FRA 2   | IOM Ret | NED 2   | BEL 1   | GER 2   | ULS -   | RDA -   | NAT -   |         | ARG - | 8   | 8.º  |
| 1962 | 350cc | Honda      |         |         | IOM Ret | NED Ret |         |         | ULS -   | RDA -   | NAT -   | FIN -   |       | 0   | -    |